# Disobbedire (album)
Disobbedire è il ventesimo album in studio della cantante italiana Fiorella Mannoia, pubblicato il 29 novembre 2024 dalla Epic.

## Tracce
1. Mariposa – 2:58 (Fiorella Mannoia, Cheope, Carlo Di Francesco, Federica Abbate, Mattia Cerri)
2. Disobbedire – 3:27
3. Libri usati – 3:24
4. Tutta la differenza del mondo – 3:36
5. Commedia umana – 3:14
6. La storia non si deve ripetere (feat. Francesca Michielin & Federica Abbate) – 3:24
7. Dalla parte del torto (feat. Piero Pelù) – 3:20
8. Qualcosa con te – 3:02
9. Domani è primavera (feat. Michele Bravi) – 3:20 (Erika Mineo)

## Classifiche
| Classifica (2024) | Posizione massima |
| ----------------- | ----------------- |
| Italia            | 16                |